# Synecta capruma
Synecta capruma là một loài bướm đêm trong họ Geometridae.